# Een liefde in Parijs
Een liefde in Parijs is een roman van de Nederlandse schrijver Remco Campert. Het boek kwam in 2004 uit bij de uitgeverij De Bezige Bij en gaat over een oudere schrijver die ter promotie van zijn laatste boek nog een keer terugkeert naar Parijs, de stad waar hij in de jaren vijftig als jong dichter verbleef.

## Verhaal
Richard Sanders is een bekend Nederlands schrijver. Hij is al in de zestig en kan terugkijken op een succesvolle schrijverscarrière. Ter promotie van zijn nieuwe boek De kunst van het vergeten is hij weer terug in Parijs. Hij wordt herenigd met zijn oude kameraad, de schilder Ton Verstrijden, beter bekend als Tovèr. De laatste heeft Parijs nooit verlaten en is erg succesvol als schilder. De uitgever van Sanders heeft besloten om de boekpresentatie samen te laten vallen met de opening van de expositie van Tovèr, om zo te kunnen profiteren van diens bekendheid. De twee oude vrienden merken dat ze uit elkaar gegroeid zijn. Sanders denkt met nostalgie terug aan de tijd in Parijs toen hij nog arm en onbekend was, maar gelukkiger dan nu. Tovèr deelt die nostalgische gevoelens niet. Kunst is voor hem geld verdienen. Het is een trucje, zegt hij in de roman, een trucje dat hij uitermate goed beheerst. Sanders gruwt van deze gedachte. Als Sanders zijn hotel verlaat, wordt hij aangesproken door een mooie, elegante vrouw, die zich voorstelt als Sacha van Munster. Sacha zegt dat ze Richard van vroeger kent, maar die weet niet wie hij voor zich heeft. Tijdens zijn verblijf in Parijs doorzoekt hij wanhopig zijn geheugen. Pas als hij Parijs weer gaat verlaten herinnert hij Sacha weer van vroeger. Het blijkt dat hij haar lang geleden in Antwerpen heeft leren kennen. Als hij Sacha weer ontmoet onthult ze dat Sanders de vader is van haar zoon Bruno. 

## Achtergrond
In de jaren vijftig trok Remco Campert naar Parijs. Het was de tijd van de Vijftigers en Cobra. Veel Nederlandse dichters, schrijvers en schilders ontvluchtten Nederland en zochten hun heil in de lichtstad. Voor de schilders was de aanpassing minder moeilijk dan voor de schrijvers/dichters. Schilderijen zijn universeel, boeken en gedichten moeten vertaald worden. Het boek heeft autobiografische trekjes. Campert woonde begin jaren vijftig in Parijs en in 1964 in Antwerpen, maar Campert is niet Richard Sanders. Ook Tovèr is niet met één kunstenaar te vergelijken. Er zijn overeenkomsten met Lubertus Swaanswijk, beter bekend als Lucebert, een schilder/dichter die ook in Parijs woonde en lid was van de Vijftigers. Maar in het karakter van Tovèr komen meer kunstenaars samen, zoals Corneille en Karel Appel. Campert hekelt de manier waarop Tovèr zijn kunst heeft ingeruild voor de lokroep van het grote geld. Tegelijkertijd drijft hij ook de spot met de valse romantiek die in de herinnering van Sanders over het verblijf in Parijs in de jaren vijftig hing. Sanders is niet gelukkig, ook al is hij tegenwoordig succesvol als schrijver. Het is ironisch dat zijn boek De kunst van het vergeten heet. Want Sanders is veel vergeten, zoals de realiteit van het Parijs van zijn jeugd en de achtergrond van Sacha van Munster. Als klap op de vuurpijl blijkt de man die geen kinderen heeft uit zijn huwelijk en zich daar ook te egoïstisch voor vindt, een zoon te hebben. Uiteindelijk is weemoed het enige wat er voor Sanders overblijft. Weemoed naar een Parijs dat nooit heeft bestaan, helaas.